# Nikolaï Kovch
Nikolaï Petrovitch Kovch (en russe :  Никола́й Петро́вич Ковш), né le 22 janvier 1965 à Moscou, est un coureur cycliste soviétique. Il a notamment été médaillé d'argent de la vitesse aux Jeux olympiques de 1988.

## Palmarès
- 1982
  -  Champion du monde de vitesse individuelle junior
- 1983
  -   2e du championnat du monde de vitesse individuelle junior
- 1985
  -  Champion d'URSS de vitesse individuelle
- 1986
  -  Champion d'URSS de vitesse individuelle
  - 3e du Grand Prix de Paris
- 1987
  -  Champion d'URSS de vitesse individuelle
- 1988
  -  Champion d'URSS de vitesse individuelle
  -  Médaillé d'argent de la vitesse individuelle aux Jeux olympiques de Seoul
  - 2e du Grand Prix de Paris
- 1989
  -  Champion d'URSS de vitesse individuelle
  -   3e du championnat du monde de vitesse individuelle amateur
- 1992
  - 7e de la vitesse individuelle aux Jeux olympiques de Barcelone